# Hibernian Football Club 2019-2020
Questa voce raccoglie le informazioni riguardanti l'Hibernian Football Club nelle competizioni ufficiali della stagione 2019-2020.

## Stagione
- In Scottish Premiership l'Hibernian si classifica al 7º posto (37 punti, in media 1,23 a partita), dietro al St. Johnstone e davanti al Kilmarnock.
- In Scottish Cup viene eliminato in semifinale dagli Hearts (2-1 ai supplementari).
- In Scottish League Cup viene eliminato in semifinale dal Celtic (2-5).

## Maglie e sponsor
| Casa | Trasferta | Terza divisa |

## Rosa
| N. |                        | Ruolo | Calciatore            |
| -- | ---------------------- | ----- | --------------------- |
| 1  | Israele (bandiera)     | P     | Ofir Marciano         |
| 2  | Scozia (bandiera)      | D     | David Gray (capitano) |
| 3  | Scozia (bandiera)      | D     | Steven Whittaker      |
| 4  | Scozia (bandiera)      | D     | Paul Hanlon           |
| 5  | Scozia (bandiera)      | D     | Paul McGinn           |
| 6  | Inghilterra (bandiera) | C     | Josh Vela             |
| 7  | Irlanda (bandiera)     | C     | Daryl Horgan          |
| 8  | Lituania (bandiera)    | C     | Vykintas Slivka       |
| 9  | Galles (bandiera)      | A     | Christian Doidge      |
| 10 | Scozia (bandiera)      | C     | Martin Boyle          |
| 11 | Inghilterra (bandiera) | C     | Joe Newell            |
| 14 | Scozia (bandiera)      | C     | Stevie Mallan         |
| 15 | Scozia (bandiera)      | C     | Greg Docherty         |
| 16 | Scozia (bandiera)      | D     | Lewis Stevenson       |

| N. |                        | Ruolo | Calciatore       |
| -- | ---------------------- | ----- | ---------------- |
| 17 | Galles (bandiera)      | D     | Tom James        |
| 18 | Inghilterra (bandiera) | D     | Adam Jackson     |
| 19 | Scozia (bandiera)      | C     | Glenn Middleton  |
| 20 | Svezia (bandiera)      | C     | Melker Hallberg  |
| 21 | Scozia (bandiera)      | D     | Jason Naismith   |
| 22 | Albania (bandiera)     | A     | Florian Kamberi  |
| 23 | Scozia (bandiera)      | C     | Scott Allan      |
| 24 | Scozia (bandiera)      | D     | Darren McGregor  |
| 25 | Scozia (bandiera)      | D     | Ryan Porteous    |
| 28 | Galles (bandiera)      | P     | Chris Maxwell    |
| 32 | Scozia (bandiera)      | A     | Oli Shaw         |
| 33 | Scozia (bandiera)      | C     | Fraser Murray    |
| 40 | Belgio (bandiera)      | C     | Stephane Omeonga |
| 47 | Scozia (bandiera)      | A     | Jamie Gullan     |

## Risultati

### Scottish Premiership
| Arbitro: | Euan Anderson |

|                 |           |  |
| Scott Allan 85’ | Marcatori |  |

| Arbitro: | John Beaton |

| |           |                  |
| Jermain Defoe 9’ Jermain Defoe 15’ Jermain Defoe 74’ Alfredo Morelos 77’ Alfredo Morelos 89’ Sheyi Ojo 90'+2’ | Marcatori | 40’ Daryl Horgan |

| Arbitro: | Don Robertson |

|                                      |           |                                                  |
| Adam Jackson 25’ Florian Kamberi 69’ | Marcatori | 68’ Michael Francis O'Halloran 90'+4’ Jason Kerr |

| Arbitro: | Steven McLean |

|                                                                  |           |  |
| Sherwin Seedorf 23’ Liam Donnelly 80’ (rig.) Jermaine Hylton 86’ | Marcatori |  |

| Arbitro: | Kevin Clancy |

|                                        |           |  |
| Liam Millar 56’ Mohamed El Makrini 79’ | Marcatori |  |

| Arbitro: | John Beaton |

|                   |           |                                   |
| Stevie Mallan 47’ | Marcatori | 70’ Uche Ikpeazu 84’ Aaron Hickey |

| Arbitro: | Kevin Clancy |

|                           |           |                   |
| Kristoffer Ajer 8’ (aut.) | Marcatori | 24’ Ryan Christie |

| Arbitro: | Don Robertson |

|                  |           |                   |
| Sam Cosgrove 86’ | Marcatori | 48’ Ryan Porteous |

| Arbitro: | John Beaton |

|                            |           |                   |
| Ross Cunningham 59’ (rig.) | Marcatori | 22’ Stevie Mallan |

| Arbitro: | Steven McLean |

|                                  |           |                                   |
| Daryl Horgan 50’ Scott Allan 56’ | Marcatori | 74’ Brian Graham 90’ Joe Chalmers |

| Arbitro: | Gavin Duncan |

|                                            |           |                                      |
| Scott Allan 62’ (rig.) Martin Boyle 90'+2’ | Marcatori | 38’ Steven Lawless 41’ Craig Sibbald |

| Arbitro: | Alan Newlands |

|                      |           |                                               |
| Junior Morias 90'+1’ | Marcatori | 28’ Christian Doidge 82’ (rig.) Stevie Mallan |

| Arbitro: | Andrew Dallas |

|                |           |                                                                               |
| Stevie May 90’ | Marcatori | 2’ Christian Doidge 17’ Christian Doidge 48’ Scott Allan 58’ Christian Doidge |

| Arbitro: | John Beaton |

|                                                           |           |                  |
| Christian Doidge 21’ Florian Kamberi 25’ Daryl Horgan 86’ | Marcatori | 9’ Liam Polworth |

| Arbitro: | Kevin Clancy |

|                                         |           |                                       |
| Christian Doidge 19’ Jason Naismith 47’ | Marcatori | 66’ Alex Bruce 90'+3’ Dario Del Fabro |

| Arbitro: | David Munro |

|                                   |           |                      |
| Ross Stewart 65’ Ross Stewart 75’ | Marcatori | 34’ Christian Doidge |

| Arbitro: | Colin Steven |

|                                                       |           |  |
| Martin Boyle 52’ Martin Boyle 68’ Florian Kamberi 74’ | Marcatori |  |

| Arbitro: | John Beaton |

|                                          |           |  |
| Jeremie Frimpong 39’ Odsonne Edouard 66’ | Marcatori |  |

| Arbitro: | Nick Walsh |

|  |           |                                             |
|  | Marcatori | 4’ Ryan Kent 8’ Joe Aribo 53’ Jermain Defoe |

| Arbitro: | Don Robertson |

|  |           |                                  |
|  | Marcatori | 6’ Martin Boyle 31’ Martin Boyle |

| Arbitro: | Euan Anderson |

|                                 |           |  |
| Jon Guthrie 62’ Jon Guthrie 77’ | Marcatori |  |

| Arbitro: | Andrew Dallas |

|                                      |           |                |
| Christian Doidge 64’ Paul Hanlon 86’ | Marcatori | 18’ Alex Gogić |

| Motherwell 25 gennaio 2020, ore 16:00 23ª giornata | Motherwell   | 0 – 0 referto | Hibernian | Fir Park (5.767 spett.)\| Arbitro: \| Colin Steven \| |
| Arbitro:                                           | Colin Steven |               |           |                                                       |

| Arbitro: | David Munro |

|                                      |           |                                    |
| Scott Allan 25’ Christian Doidge 43’ | Marcatori | 14’ Conor McCarthy 18’ Tony Andreu |

| Arbitro: | Bobby Madden |

|                                        |           |                 |
| George Edmundson 45'+2’ Ianis Hagi 84’ | Marcatori | 35’ Paul Hanlon |

| Arbitro: | Steven McLean |

|                                                       |           |  |
| Marc McNulty 7’ Christian Doidge 41’ Adam Jackson 84’ | Marcatori |  |

| Arbitro: | Alan Muir |

|                 |           |                                    |
| Chris Burke 30’ | Marcatori | 28’ Greg Docherty 45’ Adam Jackson |

| Arbitro: | Alan Newlands |

|                      |           |                           |
| Christian Doidge 50’ | Marcatori | 56’ Aaron Taylor-Sinclair |

| Arbitro: | Kevin Clancy |

|                     |           |                                                               |
| Melker Hallberg 89’ | Marcatori | 53’ (rig.) Sean Clare 65’ Oliver Bozanic 80’ Conor Washington |

| Arbitro: | John Beaton |

|                                                            |           |                      |
| Adam Jackson 64’ (aut.) Andy Considine 66’ Curtis Main 82’ | Marcatori | 39’ Christian Doidge |

### Scottish Cup
| Arbitro: | Kevin Clancy |

|                                            |           |                                      |
| Lawrence Shankland 45'+3’ Louis Appéré 74’ | Marcatori | 8’ Christian Doidge 47’ Martin Boyle |

| Arbitro: | Kevin Clancy |

|                                                                                          |           |                                          |
| Scott Allan 40’ (rig.) Christian Doidge 60’ Christian Doidge 73’ Christian Doidge 90'+1’ | Marcatori | 10’ Lawrence Shankland 67’ Adrián Spörle |

| Arbitro: | Alan Newlands |

|                |           |                                                                      |
| Ross Smith 38’ | Marcatori | 11’ Marc McNulty 30’ Marc McNulty 69’ Marc McNulty 85’ Greg Docherty |

| Arbitro: | Nick Walsh |

|                                                                                          |           |                                       |
| Adam Jackson 38’ Scott Allan 58’ Greg Docherty 71’ Stephane Omeonga 81’ Jamie Gullan 84’ | Marcatori | 73’ Carl Tremarco 88’ Nikolay Todorov |

| Arbitro: | Willie Collum |

|                                          |           |                      |
| Craig Wighton 60’ Liam Boyce 111’ (rig.) | Marcatori | 67’ Christian Doidge |

### Scottish League Cup
| Arbitro: | Greg Aitken |

|                  |                      |                        |
| David Wilson 70’ | Marcatori            | 44’ (rig.) Scott Allan |
|                  | Tiri di rigore 4 – 5 |                        |

| Arbitro: | Kevin Clancy |

|                                    |           |  |
| Christian Doidge 68’ Tom James 84’ | Marcatori |  |

| Arbitro: | Bobby Madden |

|                                                             |           |  |
| Florian Kamberi 3’ Scott Allan 44’ (rig.) Fraser Murray 87’ | Marcatori |  |

| Arbitro: | Willie Collum |

|  |           |                                    |
|  | Marcatori | 10’ Joe Newell 62’ Florian Kamberi |

| Arbitro: | Alan Muir |

|                                                                                              |                      |                                                                          |
| Scott Allan 20’ Josh Vela 32’ Florian Kamberi 55’ Florian Kamberi 104’ Christian Doidge 120’ | Marcatori            | 39’ Bob McHugh 45’ (aut.) Lewis Stevenson 90'+1’ (aut.) Steven Whittaker |
|                                                                                              | Tiri di rigore 5 – 3 |                                                                          |

| Arbitro: | Willie Collum |

|  |                      |  |
|  | Tiri di rigore 4 – 5 |  |

| Arbitro: | Bobby Madden |

|                                         |           |                                                                                     |
| Melker Hallberg 36’ Florian Kamberi 58’ | Marcatori | 17’ Mohamed Elyounoussi 21’ Callum McGregor 44’ Mohamed Elyounoussi 56}’, 90’ Brown |